# Regimiento de Ingenieros n.° 7
El Regimiento de Ingenieros n.º 7 es el Regimiento más antiguo del Arma de Ingenieros del ejército español. Su creación data del 5 de septiembre de 1802, con el nombre de Regimiento Real de Zapadores Minadores, teniendo a lo largo de su historia más de 16 nombres, aunque parece ser que tiene un siglo más de antigüedad. La antigüedad del Arma de Ingenieros data del 17 de abril de 1711. Es el descendiente directo del Arma, situando su sede en Alcalá de Henares (Madrid); actualmente se encuentra en la Ciudad Autónoma de Ceuta.

## Historia

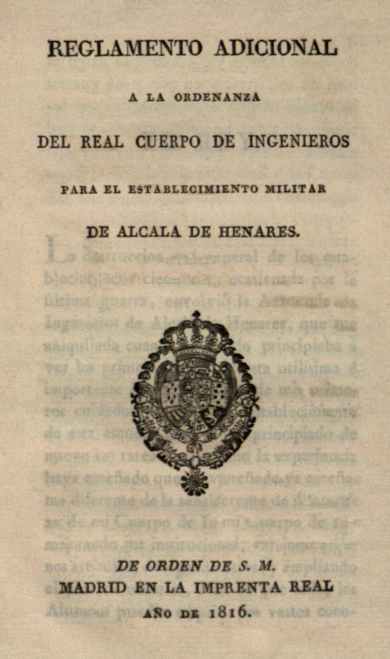
Reglamento del Cuerpo de Ingenieros en Alcalá de Henares (1816).

Tiene una trayectoria bastante larga, ubicándose en Alcalá de Henares en sus inicios para luego trasladarse a Ceuta.
Recibió la Corbata Laureada de San Fernando, el cual es su patrón, por su participación en la Guerra Carlista de 1847, máxima condecoración, concedida por la Reina Isabel II en 1850.
Recibe nombres diferentes como Regimiento Mixto de Ingenieros en 1904, luego Comandancia de Ingenieros de Ceuta en 1911.
Ya en 1986 toma su nombre actual, convirtiéndose en el Regimiento de Ingenieros n.º 7 encuadrado en la Comandancia General de Ceuta, la cual determina su instrucción y adiestramiento y es su unidad superior.

## Mando de Ingenieros
El Regimiento de Ingenieros lo manda un Coronel. Es la unidad superior de todo el acuartelamiento.

## Estructura

### Un Batallón de Zapadores
Jefatura subordinada, mandado por un Teniente Coronel llamado BON ZAP 1/7. El Batallón está compuesto por tres compañías:
- Compañía de Zapadores
- Compañía de Apoyo
- Compañía de Plana Mayor y Servicios

## Himno
(Himno del Arma de Ingenieros)
Soldados valerosos
del Arma de Ingenieros.
Cantemos a la Patria
con recia fe y amor
¡¡Arriba nuestro lema
Lealtad y valor!!
El Santo Rey Fernando
nos guía y nos protege
Castillo, con trofeos
de roble y de laurel,
nos da su fuerza y gloria
triunfaremos con él.
Con fortaleza, lealtad y valor,
Gloria a España, al Ejército y al Arma.
Los Ingenieros daremos con ardor.
Preparando el terreno,
dando paso y enlace,
o asaltando la brecha
disciplina y unión:
con ingenio y destreza
cumplamos la misión.
En paz, guerra, día o noche 
trabajemos tenaces
y empuñemos las armas
superando al mejor.
Abnegados, valientes,
por tradición y honor.
Con fortaleza, lealtad y valor
Gloria a España, al Ejército y al Arma
los Ingenieros daremos con ardor.